# ویکینس‌بورگ (پنسیلوانیا)
ویکینس‌بورگ، پنسیلوانیا (به انگلیسی: Wilkinsburg) یک سکونتگاه مسکونی در ایالات متحده آمریکا است که در شهرستان الیگنی، پنسیلوانیا واقع شده‌است.

## خصوصیات
ویکینس‌بورگ ۱۵٬۹۳۰ نفر جمعیت دارد.